# Ilava
Ilava (en hongrois : Illava ; en allemand : Illau) est une ville de la région de Trenčín en nord-ouest de Slovaquie. C'est le chef-lieu du district d'Ilava. Sa population s'élevait à 5 483 habitants en 2013.

## Géographie
La ville est située dans une large vallée (Ilavská kotlina) entre les versants des Carpates blanches au nord-ouest et des Strážovské vrchy (« monts de Strážov ») au sud-est. Le centre-ville se trouve sur une terrasse fluviale en rive gauche de la Váh.
Ilava se trouve à 23 kilomètres au nord-est de Trenčín, à 57 kilomètres au sud-ouest de Žilina, et à 148 kilomètres au nord-est de Bratislava. La ville est traversée par le 49e parallèle nord.
La gare d'Ilava est reliée à la ligne 120 des chemins de fer Slovaque menant de Bratislava à Žilina, desservie par les trains régionaux. La route I/61 traverse le territoire communal, avec un accès direct à l'autoroute D1 (E50 et E75).

## Histoire

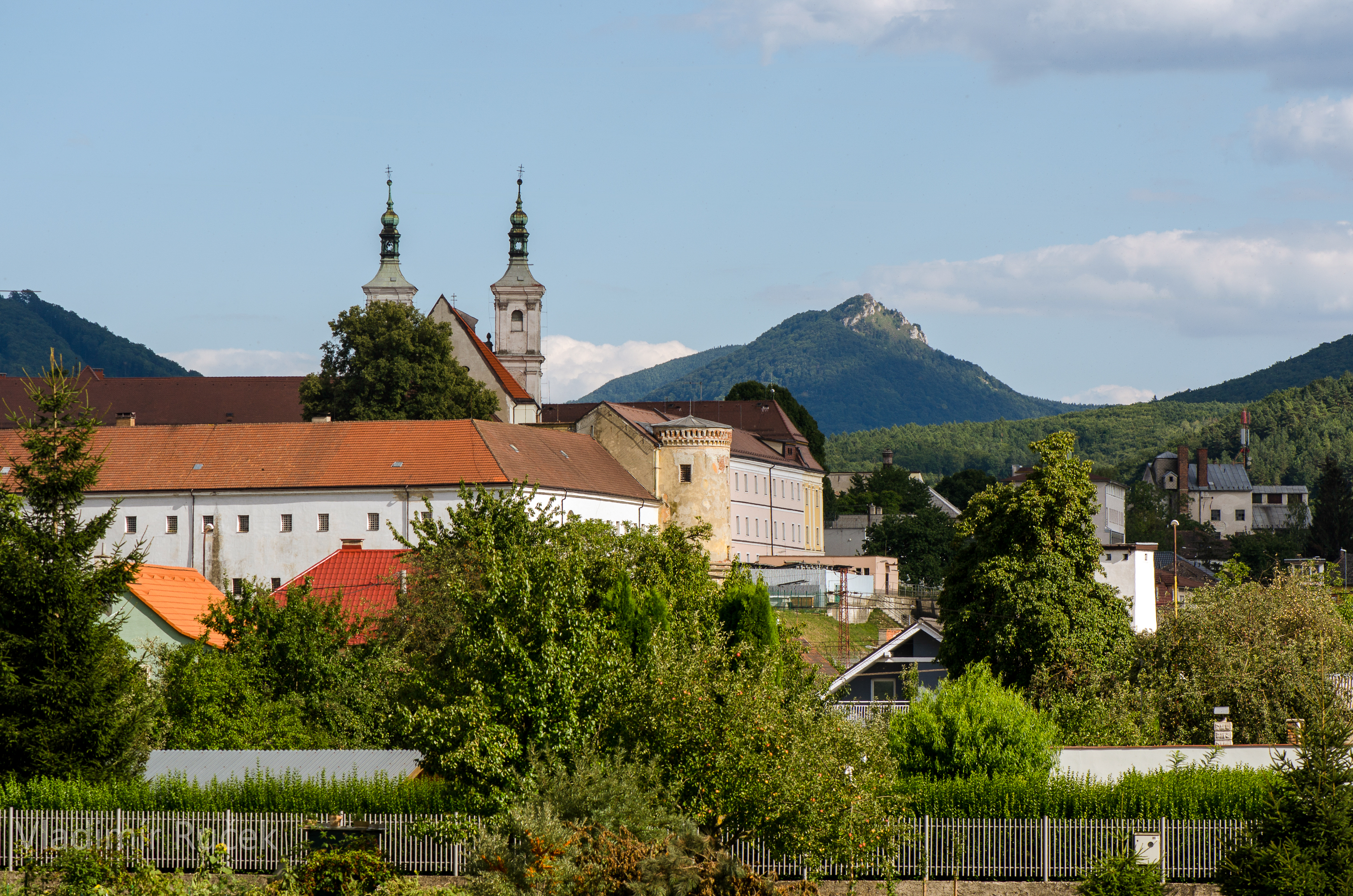
Château d'Ilava.

La vallée dans laquelle se trouve la ville d'aujourd-hui était déjà peuplée dès l'âge du bronze. Il y a des tombeaux anciens datant de la culture lusacienne et également des vestiges d'un village suève de l'âge du fer.
La plus ancienne mention de Leua (ou Lewa) remonte à 1229. La ville a été fondée au-dessous les murs d'une forteresse près de la frontière du royaume de Hongrie avec le margraviat de Moravie. Au début du XVe siècle, elle obtint le droit de tenir marché ; peu tard cependant, en 1432, une grande partie de la ville a été dévastée par les hussites.
Au XVIIe siècle, l'ordre des Trinitaires s'est installé au château d'Ilava et fit construire un couvent. Jusqu'á la fin de la Première Guerre mondiale, la ville appartenait au comitat de Trencsén, en Hongrie. Selon les règles du traité de Trianon, signé en 1920, elle passa à la République tchécoslovaque.

## Démographie

### Évolution de la population
| Année:               | 1994. | 2004.   | 2014.   | 2024.   |
| -------------------- | ----- | ------- | ------- | ------- |
| Nombre de personnes: | 5472  | 5451    | 5479    | 5522    |
| Différence:          |       | -0,38 % | +0,51 % | +0,78 % |

| Année:               | 2023. | 2024.   |
| -------------------- | ----- | ------- |
| Nombre de personnes: | 5558  | 5522    |
| Différence:          |       | -0,64 % |

## Jumelages
La ville d'Ilava est jumelée avec
- Gargždai (Lituanie)
- Klimkovice (Tchéquie)
- Mikołów (Pologne)
- Iława (Pologne)

## Personnalités
- Richard Pavlikovský (né en 1975), joueur de hockey sur glace ;
- Marcel Hossa (né en 1981), joueur de hockey sur glace ;
- Tomáš Kopecký (né en 1982) , joueur de hockey sur glace ;
- Ivan Baranka (né en 1985), joueur de hockey sur glace ;
- Tomáš Tatar (né en 1990), joueur de hockey sur glace.